# Glosa
Glosa (z řeckého γλώσσα glóssa „jazyk“ [starší γλώττα glótta]) je ve středověké literatuře a v exegezi poznámka na okraji nebo uvnitř textu, jejímž úkolem je blíže objasnit nebo upřesnit význam nesnadno pochopitelné pasáže či slova. Písař, který opatřuje text glosami, se nazývá obvykle glosátor.
Dnes je glosa rovněž novinářským literárním útvarem. Jedná se o útvar subjektivní, podobně jako fejeton nebo sloupek. Novinářská glosa je krátký polemický komentář s osobním pohledem, obvykle věnovaný jedinému základnímu tématu, naznačenému v titulku nebo na začátku textu.

## Žurnalistický žánr
Glosa je krátký postřeh a zamyšlení psaná slohovým postupem úvahovým. Od poznámky se liší nepřímým pojmenováním a užitím syžetu. Je obdobná sloupku (bezfabulový). Je zde přítomná ironie, pointování, sarkasmus, vyjádření svého vztahu k tématu. Oproti sloupku je to kratší připomínka k zásadnímu společenskému problému.

## Škola glosátorů římského práva
Po pádu západořímské říše se v raném středověku i na italském území vytratila dřívější znalost římského práva. Např. právnická škola v Pavii se zabývala jen germánskými zákoníky, ačkoli některé z nich zachovaly římské právo pro původní obyvatelstvo (Alarichův breviář). Ovšem na přelomu 11. a 12. století došlo k obratu, když se na boloňské univerzitě stal základem právní výuky dochovaný rukopis Corpus iuris civilis, zásadního zákoníku východořímského císaře Justiniána, zvaný zde Littera Vulgata nebo také Littera Bononiensis. V Bologni postupně vznikla celá glosátorská škola, neboť učitelé do tohoto zákoníku vpisovali své poznámky, jimiž jeho text vysvětlovali. Poznámky byly buď mezi řádky (interlineární glosy) nebo na okraji stránky (marginální glosy) a měly skutečně vědeckou úroveň, proto se k nim obvykle připojovala i značka konkrétního glosátora. Protože škola působila po několik generací, už ve 13. století bylo nutné je uspořádat, čímž vznikl tzv. aparát, který zahrnul více než 90 tisíc glos a který býval k rukopisům zákoníku připojován tak, že zcela obklopoval původní text ve středu stránky. Takto pak byly uspořádány i první tisky justiniánské kodifikace, tzv. inkunábule. Význam boloňské školy glosátorů spočívá nejen v tom, že zpřístupnila římské právo praxi, která tehdy v zájmu „obnovy říše“ (Svatá říše římská) požadovala jednotný právní řád, ale i v tom, že objevila vnitřní kvalitu římského práva a současně položila základy pro rozvoj novodobé právní vědy.
Zakladatelem školy a tvůrcem prvních glos byl Irnerius (jeho glosy jsou označeny značkou „y“). Byl také veřejně činný, dosáhl velké vážnosti a jeho současníci ho nazývali „lucernou práva“ (lucerna iuris). Jeho přímí žáci byli tzv. „čtyři doktoři“ (quatuor doctores) nebo také „lilie práva“ (lilia iuris). Byl to Bulgarus, Martinus, Jacobus a Hugo, kteří se stali poradci císaře Fridricha Barbarossy. Ten poté vzal boloňskou univerzitu pod svou ochranu a nechal na ni zasílat své výnosy, kde byly připojovány k justiniánskému zákoníku. Svého vrcholu dosáhla škola na přelomu 12. a 13. století, nejznámějším byl tehdy glosátor Azo, tvůrce kodexové summy. V polovině 13. století vyučovali v Bologni ještě např. Odofredus a především Accursius, který vytvořil tzv. řádnou glosu (glossa ordinaria), shrnutí všech glos do jednoho aparátu. Její význam byl natolik velký, že byla nakonec uznávána jako samostatný pramen práva. Škola glosátorů se neomezila jen na italské území, zahrnují se do ní i tzv. zaaplští doktoři (doctores ultramontani). Např. v jihofrancouzském Montpellier působil Placentinus a v anglickém Oxfordu učil Vaccarius. Jeho studijní příručka Liber pauperum byla sice oblíbenou, římské právo se ale v Anglii na rozdíl od kontinentální Evropy neprosadilo, protože místní právníci upřednostňovali domácí právo.

## Biblické glosy

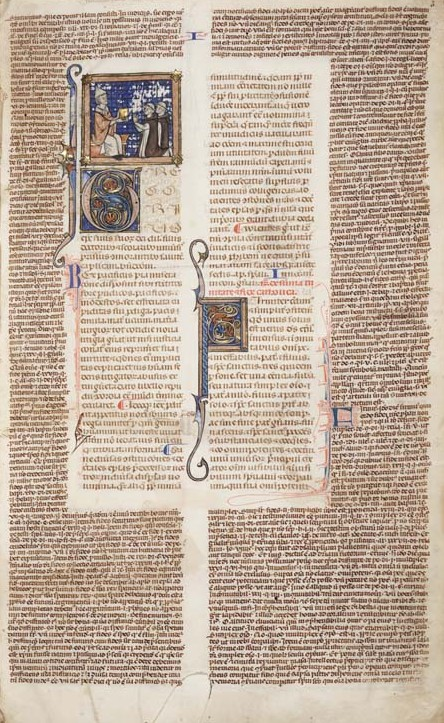
Glossa ordinaria po stranách původního textu

Glosami byly ve velké míře opatřovány biblické texty, neboť se jednalo o texty staré, jejichž zřejmý smysl se se změnou doby, kultury a jazyka pomalu začínal vytrácet. Předpokládá se, že glosami opatřovali biblický text ještě před jeho fixací a kanonizací samotní židovští písaři a že mnoho takových glos a vysvětlivek napsaných na okraji textu bylo při (nepozorném?) opisování svitků zahrnuto do samotného textu.

### Glossa ordinaria
Biblické glosy jsou však známé především z křesťanského středověku. Původně chaotické a neuspořádané krátké glosy se rozšiřovaly, až se z nich vyvinul pravidelný a uspořádaný systém komentáře na posvátný text. Glosované rukopisy Bible existovaly již od dob Karla Velikého, ale první opravdu systematickou úplnou glosu vytvořil Anselm z Laonu († 1117) a jeho bratr Radulf († 1131/1133). Jejich dílo se nazývá obvykle Glossa ordinaria a mělo velký vliv na veškerou pozdější exegezi Bible. Velmi často byla tato glosa tištěna spolu s Vulgátou.
Anselmův komentář bývá nazýván také glossatura minor („malá glosa“), neboť byl později rozšířen magistrem a Anselmovým spolupracovníkem Gilbertem Porretánským (tzv. glossatura media čili „střední glosa“) a nakonec Petrem Lombardským (glossatura maior neboli „velká glosa“).
Glossa ordinaria je první systematickou, nejznámější a ve středověku nejrozšířenější glosou na téměř celou Bibli. Její autorství bývalo od 16. století omylem připisováno Walafridu Strabonovi, opatovi z Reichenau. Pod tímto jménem se nachází také v Migneho vydání latinské patrologie Patrologiae latinae cursus completus, sv. 113–114. Nachází se zde však pouze glossa marginalis, chybí zde, z praktických důvodů, celá glossa interlinearis.

### Struktura a typy glos
Glosy uvnitř biblického textu se podle svého typu a obsahu dělí několika způsoby:
- Glossa interlinearis je glosa vepisovaná do textu mezi řádky. Většinou obsahuje údaje o významu slov, další možné významy nebo překlady, výklad jmen, parafráze textu apod.
- Glossa marginalis je glosa psaná na kraj textu. Obsahuje většinou komentáře církevních Otců, tedy starší tradicí uznávané výklady textu.
- Glossa authentica je glosa, která obsahuje komentáře církevních Otců, zatímco glossa magistralis obsahuje i komentáře pozdějších teologů (magistrů).

Někdy docházelo i k tomu, že byla glosami opatřována samotná již existující a ustálená glosa.

### Zánik glosování
Komentování biblického textu pomocí glos začalo ustupovat s nástupem nové scholastiky a osamostatňováním teologických diskuzí od biblického textu od konce 12. století. Bible sice i nadále zůstávala hlavním pramenem teologického poznání, ale začal se měnit postup: zatímco původně se komentoval biblický text, a teologické otázky se řešily, když se přišlo na nějaké obtížné nebo teologicky významné místo v textu, nyní se kladly teologické otázky a řešily se za pomocí biblických textů. Z glos se začalo přecházet na sentence a quaestiones. Významnou osobou v tomto ohledu byl Petr Lombardský († 1160) a jeho Čtyři knihy sentencí. Přesto se již existující glosy, zvláště Anselmova Glossa ordinaria, i nadále hojně používaly.
Na úrovni komentářů byly glosy nahrazeny postilami, souvislými komentáři.